# Óriás-gőzhajóréce

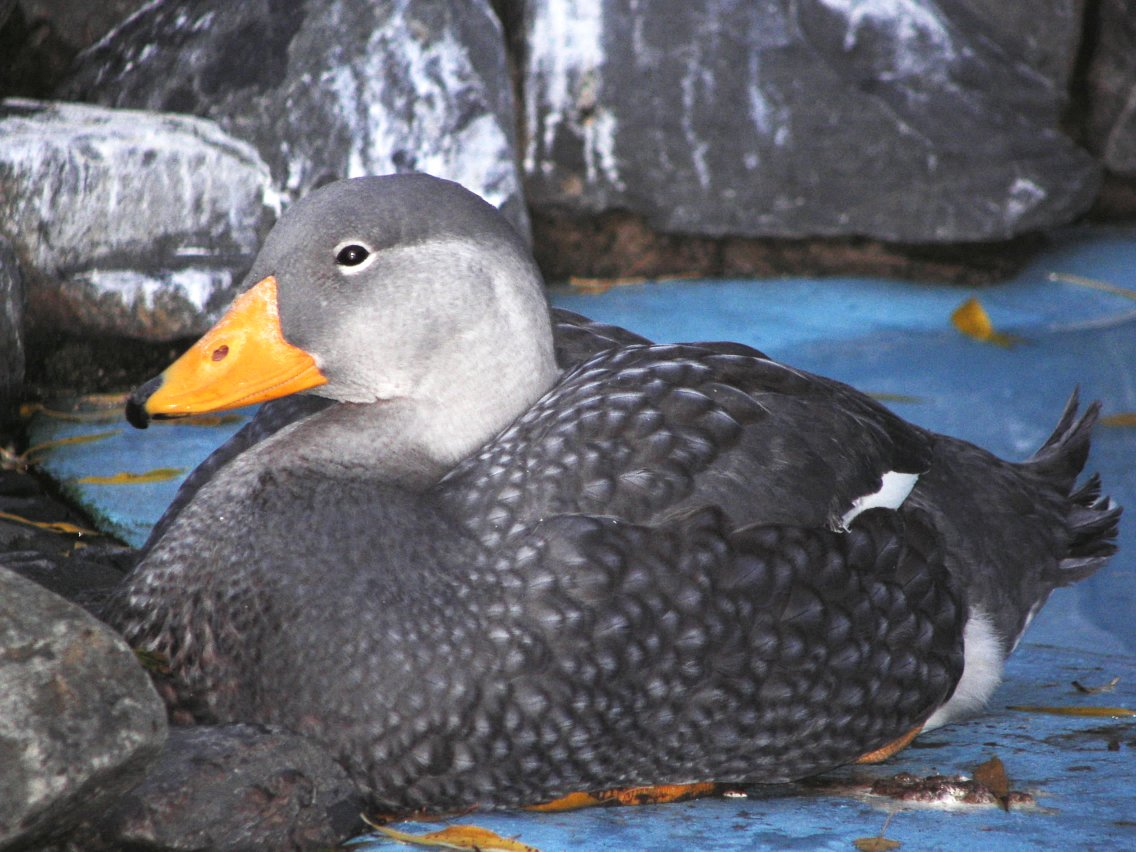

Az óriás gőzhajóréce (Tachyeres pteneres) a lúdalakúak (Anseriformes) rendjébe, ezen belül a récefélék (Anatidae) családjába tartozó faj.

## Előfordulása
Dél-Amerika, déli részén, Argentínában és Chilében él. Sziklás tengerpartokon és parti tavaknál található meg.

## Megjelenése
Teljes hossza 73-83 centiméter, testtömege 5500-6400 gramm. A tojó kisebb, mint a hím. Nevét onnan kapta, hogy megzavarása esetén a víz felszínén csapkodva gőzhajó módjára menekül, sebessége elérheti a 27 kilométer/órát is. Lábán lévő úszóhártyái nagyon szélesek, ez teszi lehetővé ezt a sebességet. A tojók rosszul, a hímek viszont egyáltalában nem repülnek.

## Életmódja
Rákokat, kagylókat és más vízi élőlényeket eszik. Agresszív állat, nem tűr meg maga mellett más fajokat.

## Szaporodás
Vízpart szélére rejti el tollal bélelt fészkét. Fészekalja 5-8 tojásból áll, a költési idő 30-40 nap.